# Leptarthra
Leptarthra là một chi bọ cánh cứng trong họ Chrysomelidae.
Chi này được miêu tả khoa học năm 1861 bởi Baly.

## Các loài
Các loài trong chi này gồm:
- Leptarthra abdominalis Baly, 1861
- Leptarthra aenea Laboissiere, 1926
- Leptarthra auriculata (Laboissiere, 1931)
- Leptarthra collaris Baly, 1878
- Leptarthra fasciata (Jacoby, 1894)
- Leptarthra gebieni (Weise, 1922)
- Leptarthra nigropicta (Fairmaire, 1889)
- Leptarthra pici Laboissiere, 1934
- Leptarthra ventralis Harold, 1880